# Domegge di Cadore

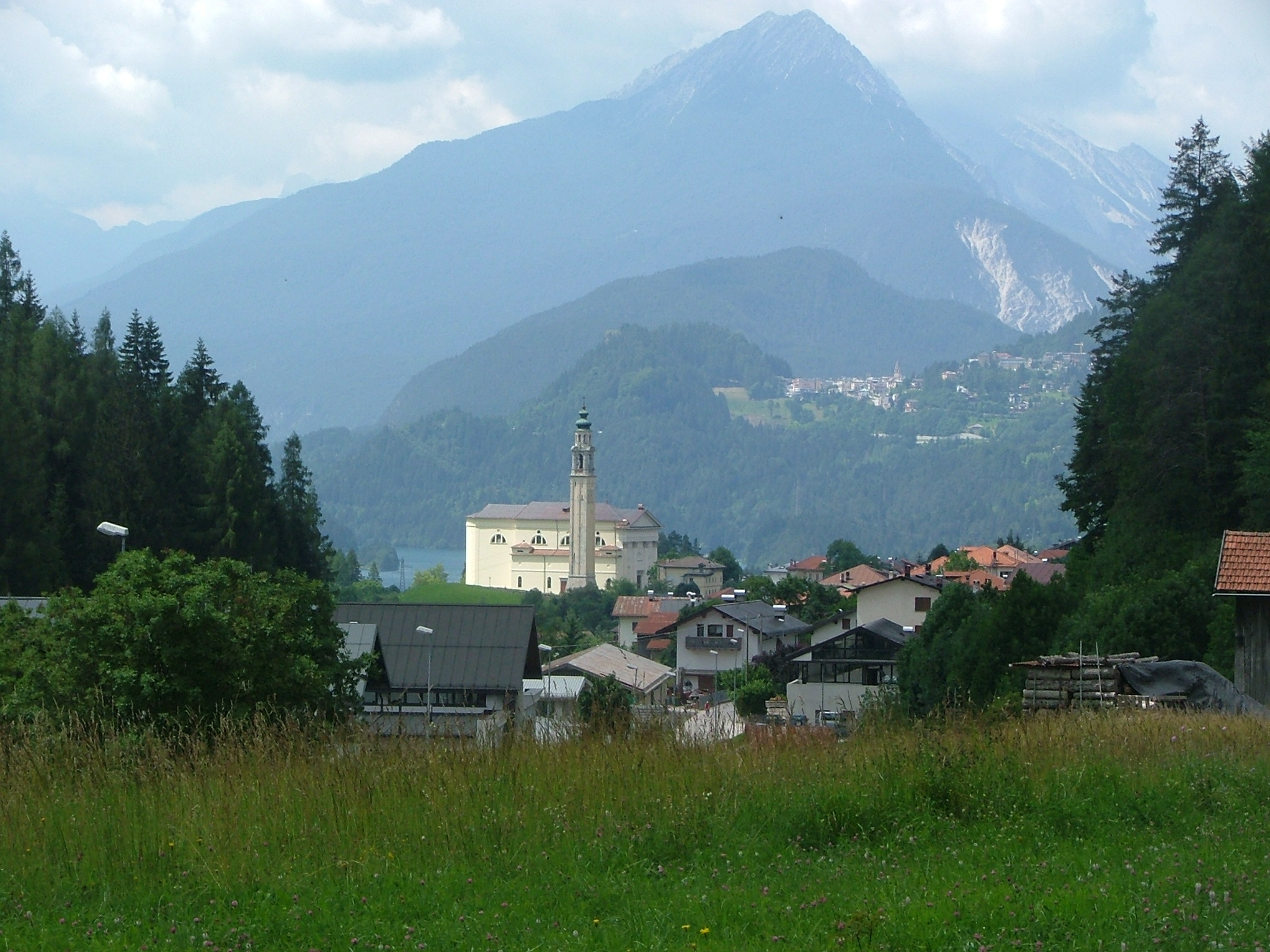
Blick auf Domegge di Cadore

Domegge di Cadore ist eine nordostitalienische Gemeinde (comune) mit 2230 Einwohnern (Stand 31. Dezember 2023) in der Provinz Belluno in Venetien. Die Gemeinde liegt etwa 46 Kilometer nordnordöstlich von Belluno im Cadore (bzw. im Comelico) in den Dolomiten am Piave und grenzt unmittelbar an die Region Friaul-Julisch Venetien.

## Verkehr
Durch die Gemeinde führen die Strada Statale 52 Carnica von Venzone nach Innichen.